# Kingdom Hospital
Kingdom Hospital é uma série de televisão de 13 episódios baseada na minissérie dinamarquesa The Kingdom - de Lars Von Trier, que tem produção executiva de Stephen King, em 2004, para a emissora de televisão americana ABC. Foi exibido pela primeira vez na ABC em 3 de março e concluída em 15 de julho de 2004. 	
Embora inicialmente concebido como uma mini-série, que mais tarde foi transformado em uma série de televisão regular, embora tenha durado apenas uma temporada.
Estreou no Brasil em 31 de maio de 2004 no canal AXN.	

## Sinopse
A série conta a história de um hospital fictício localizado em Lewiston, Maine, construído no local de uma fábrica que produzia uniformes militares durante a Guerra Civil Americana, que foi reconstruído após dois terríveis incêndios. O primeiro aconteceu ainda durante a Guerra de Secessão, que atingiu uma fábrica, onde crianças trabalhavam em condições precárias. Praticamente todas elas morreram durante o incidente. O segundo incêndio destruiu o velho kingdom, um hospital onde um médico sem escrúpulos realizava experimentos horríveis em pacientes.
Stephen King, o legendário mestre do horror, impõe seu estilo assustador neste drama assombrado por fantasmas de crianças, psiquiatras e cirurgiões sinistros e manifestações bizarras da natureza.
Em Kingdom Hospital, Stephen King estreia como produtor de uma série de TV e mostra que seu talento vai muito além das páginas.

## DVD
A série inteira foi disponibilizada em DVD.
O DVD inclui quatro curtas que cobrem a produção da minissérie:
- Pacientes e Médicos: O Hospital do Elenco do Reino  é um segmento que dura quatorze minutos e examina os 'porquês' e 'os' locais 'das decisões de seleção.
- Inside The Walls: O Making of Kingdom Hospital  é um segmento que funciona no quarto de hora que dá uma olhada no processo de pensamento por trás das minisséries reais feitas desde suas origens como original de Von Trier. reimaginar 'desse trabalho.
- Designing Kingdom Hospital: A Tour  é uma peça de sete minutos sobre o design do cenário.
- The Magic of Antubis é um olhar de oito minutos sobre a criação do diretor e do supervisor principal de efeitos.

Além dos quatro featurettes, o diretor Craig Baxley, o produtor Mark Carliner e o supervisor de efeitos visuais James Tichenor.

## Elenco Principal
- Jamie Harrold ... Dr. Elmer Traff (13 episódios, 2004)
- Diane Ladd ... Sally Druse (13 episódios, 2004)
- Bruce Davison ... Dr. Stegman (13 episódios, 2004)
- Jack Coleman ... Peter Rickman (13 episódios, 2004)
- Julian Richings ... Otto (13 episódios, 2004)
- Andrew McCarthy ... Dr. Hook (13 episódios, 2004)
- Jennifer Cunningham ... Christa (13 episódios, 2004)
- Jodelle Ferland ... Mary Jensen (13 episódios, 2004)
- Sherry Miller ... Dr. Lona Massingale (13 episódios, 2004)
- Ed Begley Jr. ... Dr. Jesse James (13 episódios, 2004)
- Brandon Bauer ... Abel Lyon (13 episódios, 2004)
- Lena Georgas ... Nurse Carrie Von Trier (13 episódios, 2004)
- Allison Hossack ... Dr. Christine Draper (13 episódios, 2004)
- Suki Kaiser ... Natalie Rickman (13 episódios, 2004)
- Del Pentecost ... Bobby Druse (13 episódios, 2004)
- Kett Turton ... Antubis (13 episódios, 2004)
- William Wise ... Dr. Louis Traff (13 episódios, 2004)